# Tværfaglighed
Tværfaglighed er indenfor videnskaben en betegnelsen for forskning, der involverer kundskab, metoder, terminologi og ekspertise fra mere end en enkelt gren af videnskaben.
| Videnskab | Spire Denne videnskabsrelaterede artikel er en spire som bør udbygges. Du er velkommen til at hjælpe Wikipedia ved at udvide den. |